# Psique reviscolada pel petó de l'amor
Psique reviscolada pel petó de l'amor, també anomenada L'amor de Psique o El petó, és un grup escultòric de marbre blanc realitzat a la fi del s. XVIII per l'artista italià Antonio Canova. Representa la interpretació socràtica de l'impuls d'Eros (l'Amor), la funció dinamitzada d'unir cos i ànima servint-se d'estímuls sensorials i intel·lectuals que emfasitzen la passió amorosa. Es conserva al Museu del Louvre de París.

## Història

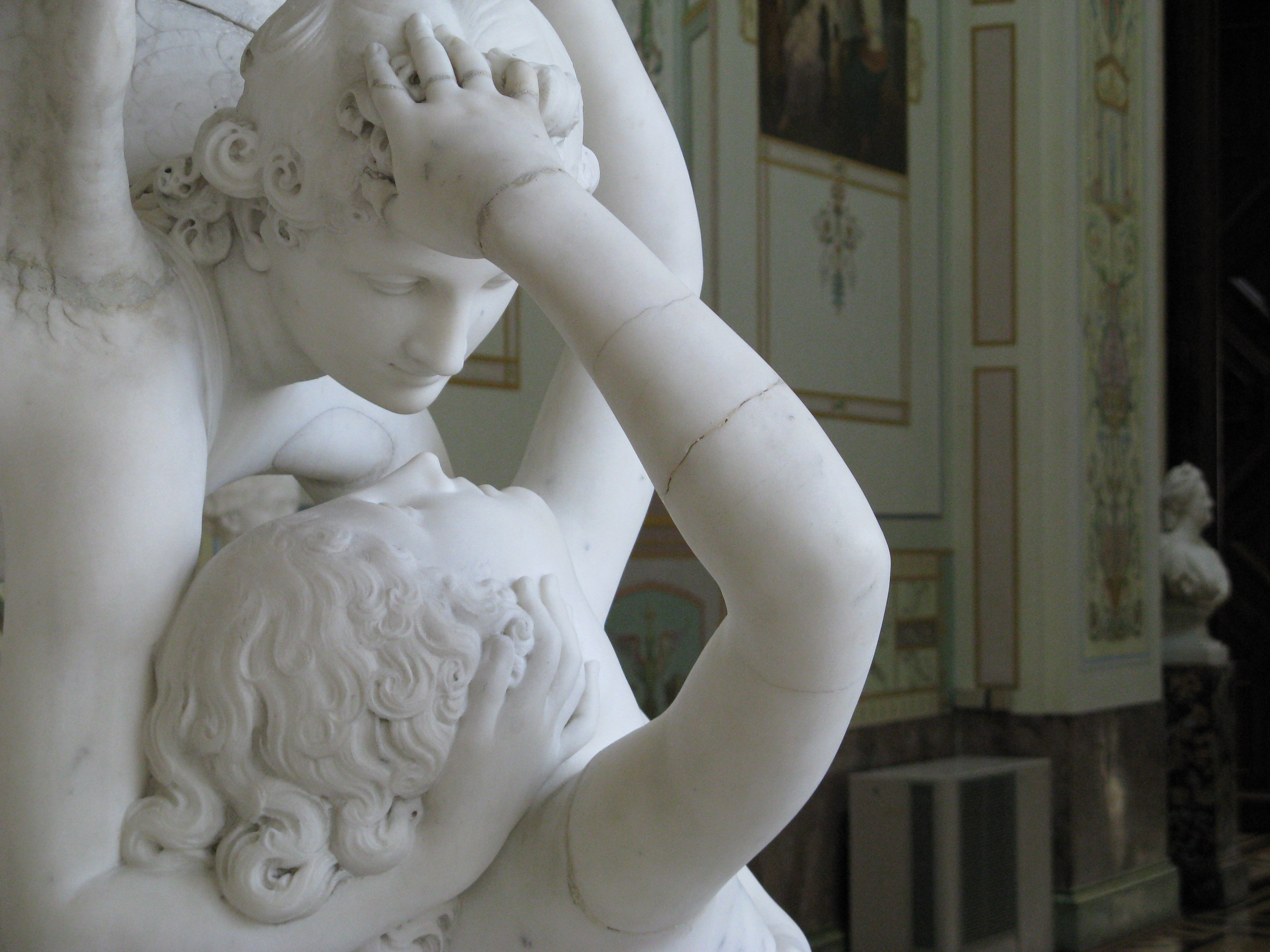
Primer pla

L'escultura fou elaborada al 1787, però no fou acabada fins a 1793 pel considerat millor escultor neoclàssic, Antonio Canova (Possagno, Itàlia, 1 de novembre de 1757-Venècia, 13 d'octubre de 1822), per encàrrec del coronel britànic John Campbell (lord Cawdor) al 1787, tot i que en acabant l'adquirí el marxant i col·leccionista holandés Henry Hoppe al 1800, i més tard acabà en mans del rei de Nàpols i cunyat de Napoleó, Joachim Murat, que la comprà per exhibir-la al seu castell.
És una de les sis versions de la llegenda de Cupido i Psique, immortalitzada per Apuleu en les Metamorfosis (L'Ase d'Or), que creà Antonio Canova.
A hores d'ara la peça es mostra al Museu del Louvre de París, França.